# Age of History (série)
Age of History (abreviado como AoH, anteriormente chamado de Age of Civilizations, AoC) é uma série de jogos eletrônicos de estratégia, guerra e história criada por Łukasz Jakowski entre 2014 e 2024.
O primeiro jogo da série, inicialmente titulado como Age of Civilizations (AoC), com seu nome sendo posteriormente alterado para Age of History (AoH), foi lançado em 2014 como um jogo para dispositivos móveis.
Após o lançamento de Age of History (2014), quatro spin-offs voltados a localidades globais específicas foram lançados entre 2014 e 2015, como Age of History: Europe (2014), Age of History: Asia (2015), Age of History: Americas (2015) e Age of History: Africa (2015).
O segundo jogo da série, inicialmente titulado como Age of Civilizations II (AoC2), com seu nome sendo posteriormente alterado para Age of History II (AoH2), foi lançado em 21 de novembro de 2018 como um jogo para PC e dispositivos móveis.
O terceiro jogo da série, titulado como Age of History 3 (AoH3), foi lançado em 23 de outubro de 2024 para PC e dispositivos móveis.
Uma versão definitiva de Age of History II intitulado como Age of History 2: Definitive Edition foi anunciada em junho de 2025 com data de previsão para 2026.

## Jogos
| 2014 | Age of History Age of History: Europe                                |
| 2015 | Age of History: Asia Age of History: Americas Age of History: Africa |
| 2016 |                                                                      |
| 2017 |                                                                      |
| 2018 | Age of History II                                                    |
| 2019 |                                                                      |
| 2020 |                                                                      |
| 2021 |                                                                      |
| 2022 |                                                                      |
| 2023 |                                                                      |
| 2024 | Age of History 3 Age of History 3: Smaller Map (DLC)                 |

| Jogo                                 | Data de lançamento     | Programador(es) | Publicador(as)        |
| ------------------------------------ | ---------------------- | --------------- | --------------------- |
| Age of History                       | 9 de setembro de 2014  | Łukasz Jakowski | Łukasz Jakowski Games |
| Age of History II                    | 21 de novembro de 2018 | Łukasz Jakowski | Łukasz Jakowski Games |
| Age of History 3                     | 23 de outubro de 2024  | Łukasz Jakowski | Łukasz Jakowski Games |
| Age of History 2: Definitive Edition | 2026                   | Łukasz Jakowski | Łukasz Jakowski Games |
| DLC                                  | Data de lançamento     | Programador(es) | Publicador(as)        |
| Age of History 3: Smaller Map        | 24 de novembro de 2024 | Łukasz Jakowski | Łukasz Jakowski Games |
| Age of History 3: Multiplayer        | TBA                    | Łukasz Jakowski | Łukasz Jakowski Games |
| Spin-off                             | Data de lançamento     | Programador(es) | Publicador(as)        |
| Age of History: Europe               | 2014                   | Łukasz Jakowski | Łukasz Jakowski Games |
| Age of History: Asia                 | 2015                   | Łukasz Jakowski | Łukasz Jakowski Games |
| Age of History: Americas             | 2015                   | Łukasz Jakowski | Łukasz Jakowski Games |
| Age of History: Africa               | 2015                   | Łukasz Jakowski | Łukasz Jakowski Games |

### Age of History(2014)
O primeiro título da série de jogos, utiliza do sistema de turnos para passar cada rodada. Em 2024, o jogo foi removido da Google Store.

#### Spin-offs
Quatro spin-offs de Age of History foram lançados, Age of History: Europe foi lançado em 2014, enquanto os outros três, AoH: Asia, AoH: Americas e AoH: Africa foram lançados em 2015.
- Age of History: Europe (2014): Um spin-off de Age of History lançado em 2014, no qual era especificado na Europa, trazendo um novo mapa e novos cenários.[6]
- Age of History: Asia (2015): Um spin-off lançado em 2015, especificado na Ásia.[7]
- Age of History: Americas (2015): Lançado em 2015, especificado nas Américas.[8]
- Age of History: Africa (2015): Lançado em 2015, especificado na África[9]

### Age of History II(2018)
Lançado 4 anos após o primeiro título, o jogo ainda utiliza o sistema de turnos para passar cada rodada, ele possui um sistema de criação de cenários, mapas e civilizações, que alavancaram o sucesso do jogo na internet. AoH2 foi feito em código aberto, desde então, várias modificações para o jogo acabaram surgindo ao longo do tempo.

### Age of History 3(2024)
O anúncio do jogo foi feito por meio de uma postagem no X de Łukasz Jakowski em agosto de 2023. Lançado após 6 anos desde o último título, o jogo utiliza o sistema de estratégia em tempo real ao invés de turnos, ele foi altamente recebido pela crítica por conta de suas inovações desde Age of History II.

#### Age of History 3: Smaller Map(2024)
Uma DLC gratuita realizada em 2024, inclui um mapa em uma escala reduzida do original, feito para computadores e dispositivos móveis mais simples.

## Mods
Várias modificações foram feitas para os jogos Age of History II e Age of History 3, que adicionam novos cenários históricos e alternativos, mapas, províncias, líderes históricos e civilizações. Pode-se dizer que os mods podem ter influenciado para o crescimento popular de AoH2 na internet e no Brasil.

## Recepção

### Crítica
| Jogo              | Metacritic |
| ----------------- | ---------- |
| Age of History II | 7.1        |
| Age of History 3  | 7.8        |

#### Age of History II
O Metacritic deu uma nota de 7.1 para Age of History II, baseado em 124 avaliações, com 67 analises positivas, 39 analises mistas e 18 analises negativas.

#### Age of History 3
O Metacritic deu uma nota de 7.8 para Age of History 3, baseado em 13 avaliações. Com 9 analises positivas, duas analises mistas e duas analises negativas.

## Futuro

### Age of History 3: Multiplayer(TBA)
Uma DLC do jogo Age of History 3, cujo adiciona o modo multijogador ao jogo eletrônico.

### Age of History 2: Definitive Edition(2026)
Está previsto para uma versão definitiva de Age of History II lançar em 2026, intitulado como Age of History 2: Definitive Edition.